# Campeonato Africano de Atletismo de 2012 - Revezamento 4x100 m feminino
A prova dos 4 x 100 metros estafetas feminino do Campeonato Africano de Atletismo de 2012 foi disputada no dia 29 de junho de 2012 no Estádio Charles de Gaulle em Porto Novo,  no Benim. 

## Recordes
Antes desta competição, os recordes mundiais e do campeonato nesta prova eram os seguintes:
|                       | Nome                                                                       | Nacionalidade | Tempo  | Local     | Data                 |
| --------------------- | -------------------------------------------------------------------------- | ------------- | ------ | --------- | -------------------- |
| Recorde mundial       | Silke Gladisch, Sabine Rieger Ingrid Auerswald, Marlies Göhr               | Alemanha      | 41s 37 | Canberra  | 6 de outubro de 1985 |
| Recorde do campeonato | Lawretta Ozoh, Agnes Osazuwa Damola Osayemi, Blessing Okagbare             | Nigéria       | 43s 45 | Nairóbi   | 29 de julho de 2010  |
| Recorde africano      | Beatrice Utondu, Faith Idehen Christy Opara-Thompson, Mary Onyali-Omagbemi | Nigéria       | 42s 39 | Barcelona | 7 de agosto de 1992  |

Os seguintes recordes foram estabelecidos durante esta competição:
| Data        | Evento | Atleta                                                       | Nacionalidade | Tempo  | Notas                 |
| ----------- | ------ | ------------------------------------------------------------ | ------------- | ------ | --------------------- |
| 29 de junho | Final  | Christy Udoh, Gloria Asumnu Oludamola Osayomi, Lawretta Ozoh | Nigéria       | 43s 21 | Recorde do campeonato |

## Medalhistas
| Ouro                                                                       | Prata                                                                              | Bronze                                                                                                  |
| Nigéria · Christy Udoh · Gloria Asumnu · Oludamola Osayomi · Lawretta Ozoh | Gana · Rosina Amenebede · Flings Owusu-Agyapong · Beatrice Gyaman · Janet Amponsah | Costa do Marfim · Marie Josée Ta Lou · Amandine Allou Affoue · Mireille Parfaite Gaha · Adeline Gouenon |

## Cronograma
Todos os horários são locais (UTC+1).
| Data        | Hora  | Evento |
| ----------- | ----- | ------ |
| 29 de junho | 17:40 | Final  |

## Resultado final
| Posição           | Raia | Nacionalidade   | Atletas                                                                            | Tempo | Notas                 |
| ----------------- | ---- | --------------- | ---------------------------------------------------------------------------------- | ----- | --------------------- |
| Medalha de ouro   | 7    | Nigéria         | Christy Udoh, Gloria Asumnu, Oludamola Osayomi, Lawretta Ozoh                      | 43.21 | Recorde do campeonato |
| Medalha de prata  | 5    | Gana            | Rosina Amenebede, Flings Owusu-Agyapong, Beatrice Gyaman, Janet Amponsah           | 44.35 |                       |
| Medalha de bronze | 8    | Costa do Marfim | Marie Josée Ta Lou, Amandine Allou Affoue, Mireille Parfaite Gaha, Adeline Gouenon | 45.29 |                       |
| 4                 | 6    | África do Sul   | Tsholofelo Thipe, Claudia Viljoen, Rorisang Ramonnye, Ansulet Potgieter            | 45.56 |                       |
| 5                 | 2    | Benim           | Charlenne Adjele, Benjamine Padonou, Rachidatou Zounon, Souliatou Saka             | 47.28 |                       |
| 6                 | 5    | Mali            | Aminata Djegue Diakite, Safiatou Sissoko, Kadia Dembele, Rahamatou Dramé           | 48.67 |                       |
| 07 !              | 3    | Camarões        | Sergine Kouanga, Charlotte Mebenga, Fanny Appès Ekanga, Delphine Atangana          | DNF   |                       |

Legenda
| Recorde mundial       | Recorde mundial (World record)               |                       | Recorde africano                      | Recorde africano (African) |                                           | Q | Classificado por posição (Qualified) |
| Recorde do campeonato | Recorde do campeonato (Championship record)  | Recorde da América    | Recorde da América (Americas)         | q                          | Classificado por melhor tempo (Qualified) |   |                                      |
| Melhor marca do ano   | Melhor marca do ano (World leading)          | Recorde asiático      | Recorde asiático (Asian)              | DNS                        | Não largou (Did not start)                |   |                                      |
| Recorde nacional      | Recorde nacional (National record)           | Recorde europeu       | Recorde europeu (European)            | DNF                        | Não terminou (Did not finish)             |   |                                      |
| Recorde pessoal       | Recorde pessoal do atleta (Personal best)    | Recorde da Oceania    | Recorde da Oceania (Oceania)          | DSQ / DQ                   | Desclassificado (Disqualified)            |   |                                      |
| Recorde da temporada  | Recorde da temporada do atleta (Season best) | Recorde sul-americano | Recorde sul-americano (South America) | NM                         | Sem marca (No mark)                       |   |                                      |